# Stipa nevadensis
Stipa nevadensis är en gräsart som beskrevs av Bertil Lennart Johnson. Stipa nevadensis ingår i släktet fjädergrässläktet, och familjen gräs. Inga underarter finns listade i Catalogue of Life.